# Jan-Michael Williams
Pour les articles homonymes, voir Williams.
Jan-Michael Williams (né le 26 octobre 1984 à Couva à Trinité-et-Tobago) est un footballeur international trinidadien, qui joue au poste de gardien de but.

## Biographie

### Carrière en club
Il annonce sa retraite sportive le 10 décembre 2019 et rejoint l'encadrement technique des Wanderers d'Halifax.

### Carrière en sélection
Avec l'équipe de Trinité-et-Tobago, il joue 83 matchs (pour aucun but inscrit) depuis 2003. 
Il figure dans le groupe des sélectionnés lors des Gold Cup de 2007 et de 2013. Il atteint les quarts de finale de cette compétition en 2013.
Il joue également deux matchs comptant pour les tours préliminaires de la Coupe du monde 2010.

## Palmarès
W Connection
| - Championnat de Trinité-et-Tobago (3) : - Champion : 2005, 2012 et 2014. - Vice-champion : 2004. - Coupe de Trinité-et-Tobago (1) : - Vainqueur : 2014. - Coupe FCB de Trinité-et-Tobago (4) : - Vainqueur : 2004, 2005, 2006 et 2007. - Coupe Pro Bowl de Trinité-et-Tobago (2) : - Vainqueur : 2004 et 2007. - Finaliste : 2005, 2006 et 2011. |  | - Coupe Toyota Classic de Trinité-et-Tobago (1) : - Vainqueur : 2005. - Coupe Goal Shield de Trinité-et-Tobago (1) : - Vainqueur : 2009. - CFU Club Championship : - Finaliste : 2012. |